# Ronde van Duitsland 1979
De Internationale Vitamalz-Rundfahrt 1979 was de 19e editie van de Ronde van Duitsland. Peter Post was de titelverdediger, maar aangezien hij reeds in 1972 was gestopt met koersen kon hij zijn titel niet verdedigen. Dietrich Thurau won de proloog en zou de leiding niet meer uit handen geven. De 2e plaats ging naar de Nederlander Aad van den Hoek, de Italiaan Francesco Moser maakte het podium compleet. De Duitser Horst Schütz wist het puntenklassement te winnen, het bergklassement ging naar Francesco Moser. Het ploegenklassement werd gewonnen door IJsboerke Warncke IJs.

## Parcours en deelnemers
Deze editie ging van start in München en zou finishen in Dortmund. De wedstrijd duurde van 6 tot en met 12 augustus 1979 en was 1.080 kilometer lang. Dietrich Thurau wist deze afstand in een snelheid van 39,112 kilometer af te leggen. Aan de start stonden 91 renners, waarvan 77 renners de finish haalde. Dit jaar werd er weer, net zoals in het verleden, de gele trui uitgereikt aan de klassementsleider. Drankfabrikant Vitamalz was hoofdsponsor van deze wedstrijd. 

## Etappeschema
| Etappe        | Datum       | Start – Finish          | km      | Etappewinnaar      | Klassementseider |
| ------------- | ----------- | ----------------------- | ------- | ------------------ | ---------------- |
| Prolog        | 6 augustus  | München                 | 6 (itt) | Dietrich Thurau    | Dietrich Thurau  |
| 1. Etappe     | 7 augustus  | München – Stuttgart     | 253     | Aad van den Hoek   | Dietrich Thurau  |
| 2. Etappe     | 8 augustus  | Stuttgart – Heilbronn   | 175     | René Savary        | Dietrich Thurau  |
| 3. Etappe     | 9 augustus  | Heilbronn – Bad Homburg | 175     | Klaus-Peter Thaler | Dietrich Thurau  |
| 4. Etappe     | 10 augustus | Bad Homburg – Hürth     | 254     | Jan Raas           | Dietrich Thurau  |
| 5. Etappe (a) | 11 augustus | Hürth – Essen           | 104     | Noël Dejonckheere  | Dietrich Thurau  |
| 5. Etappe (b) | 11 augustus | Essen – Dortmund        | 107     | Patrick Sercu      | Dietrich Thurau  |

## Eindklassement
|   | Renner           | Tijd        |
| - | ---------------- | ----------- |
| 1 | Dietrich Thurau  | 27h 36' 46" |
| 2 | Aad van den Hoek | + 1' 18"    |
| 3 | Francesco Moser  | + 2' 32"    |

## Puntenklassement
|   | Renner       | Punten    |
| - | ------------ | --------- |
| 1 | Horst Schütz | 15 punten |

## Bergklassement
|   | Renner          | Punten    |
| - | --------------- | --------- |
| 1 | Francesco Moser | 97 punten |

## Ploegenklassement
|   | Team                  | Tijd     |
| - | --------------------- | -------- |
| 1 | IJsboerke-Warncke IJs | 82:57:38 |